# Limosina limpidipennis
Limosina limpidipennis är en tvåvingeart som först beskrevs av Robineau-desvoidy 1830.  Limosina limpidipennis ingår i släktet Limosina och familjen hoppflugor.
Artens utbredningsområde är Frankrike. Inga underarter finns listade i Catalogue of Life.